# حسینیه آراسته
حسینیه آراسته مربوط به اواخر دوره قاجار است و در بیرجند، خیابان منتظری ۳، کوچه پست قدیم واقع شده و این اثر در تاریخ ۲۹ تیر ۱۳۷۷ با شمارهٔ ثبت ۲۰۶۲ به‌عنوان یکی از آثار ملی ایران به ثبت رسیده است.